# Nini Theilade danser
Nini Theilade danser er en film med Nini Theilade, instrueret af Birger von Cotta-Schønberg.